# Zeltingen-Rachtig
Zeltingen-Rachtig là một đô thị trong bang Rheinland-Pfalz, Đức, dọc theo sông Mosel. Đô thị này gồm hai làng Zeltingen và Rachtig. Đô thị này có 4 khu vực trồng nho:

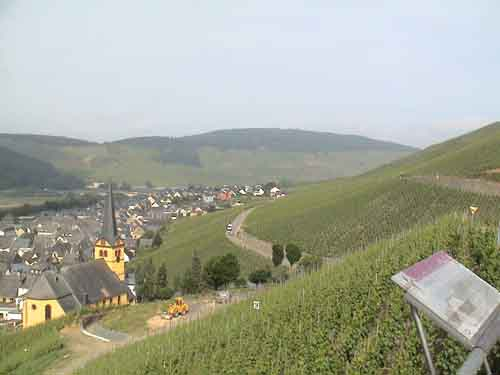
Zeltingen nhìn từ Sonnenuhr

- Zeltinger Sonnenuhr
- Zeltinger Himmelreich
- Zeltinger Schlossberg
- Zeltinger Deutschherrenberg